# 碑帖
碑帖（ひじょう）とは、
1. 碑と法帖を並列して呼んだもの。「碑版法帖」の略。
2. 書道において碑など金石文の書蹟から採った拓本のうち、保存・鑑賞・学書用に供するために仕立てられたもののこと。ほとんどの場合中国の書蹟に用いられる言葉である。俗には近世以前の碑の拓本そのものをこう称することもある。この項で詳説する。

## 概要
中国では、紙の発明以前は金石文が深く根づいていた。書蹟を模写（臨書）して学書する場合、必ず碑の拓本に触れることになり、法帖ともども学書には欠かせない。
しかし、碑は大きいものも多く、採拓に多くの紙を要する場合もあり、保存・観賞用としてはともかく学書用には煩瑣である。
また碑形も正方形から摩崖のような全くの不定形まであり、題額の有無、両面の刻字か否かと、刻まれ方も種々ある。
このため、拓本を加工して鑑賞・学書を容易にしたのが「碑帖」である。
なお、紙の書蹟を石や木に転写して拓本を採る「模刻」は法帖の作成法であり、これに含めない。

## 分類
碑帖はその形態によって「全套本」と「剪装本」に分類される。

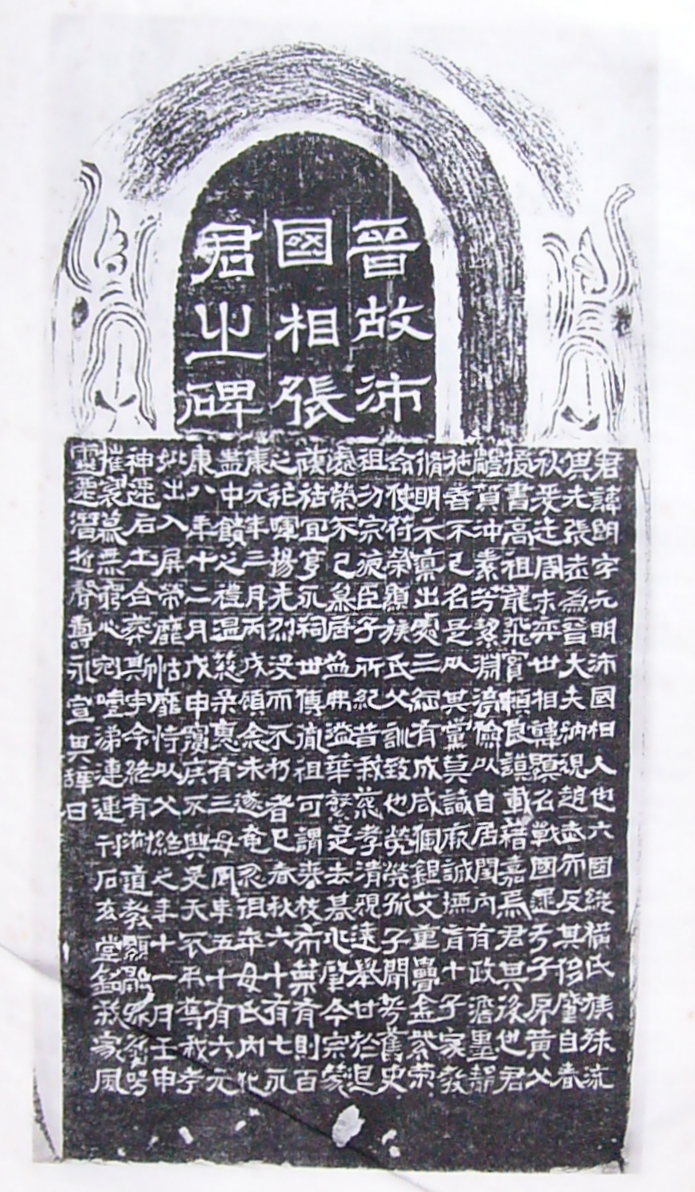
晋張朗碑全套本

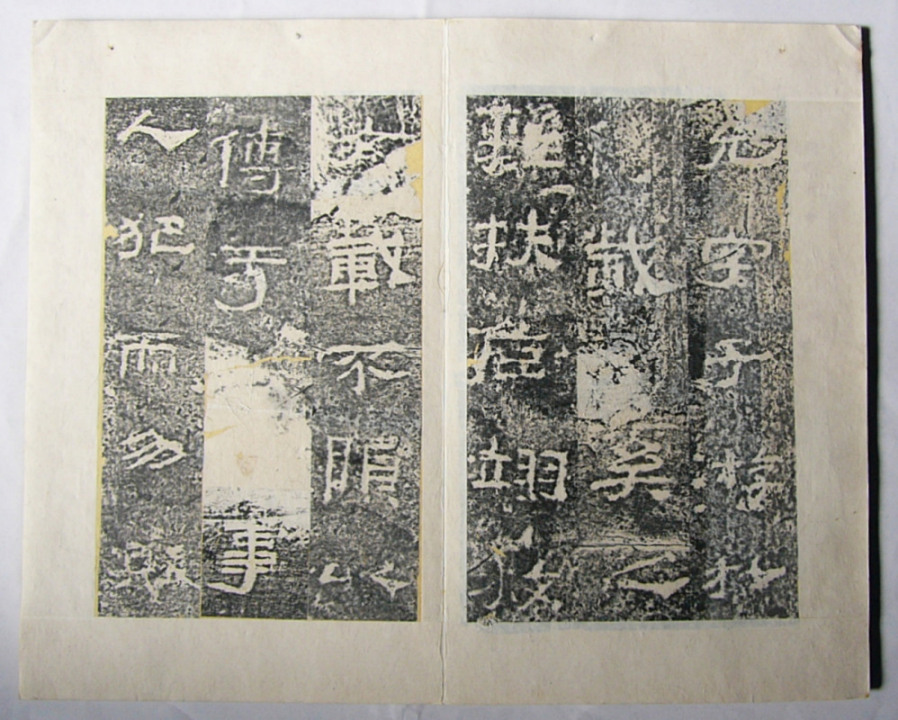
後漢子游残碑剪装本

全套本（ぜんとうぼん）
碑を丸ごと拓本に採ったもの。裏打ちや表装を行ったり、空白に識語や研究のための覚え書きなどを書きつけることが多い。学書用ではなく、鑑賞・展示用である。「整本」「整紙本」とも呼ばれる。
剪装本（せんそうぼん）
碑の拓本を用いやすい大きさに切り、紙へ貼りこんで法帖のように仕立てたもの。法帖と同じような使い方で、鑑賞用・学書用として広く用いられた。

## 歴史

### 唐代
本格的に「碑帖」としての拓本の加工が見られるのは唐代からである。
現存最古の碑帖は、敦煌で発見された太宗の手になる「温泉銘」（653年）のものである。これは驪山温泉の徳を讃えた碑文で、拓本が裏打ちされているほか、最後に「永徽四年八月三十一日圉谷府果毅……」と制作年・制作者の名前が記されている。
この時代の碑帖はほとんど現存しないため詳細は不明だが、一部の碑はこのように完成後ほどなく碑帖化されていたと見られる。この時代のものを「唐拓」と呼ぶ。現存数が少なく孤本（その現物のみ存在する本）が非常に多く、貴重である。

### 北宋から明代
碑帖の制作が盛んとなったのは、北宋代へ入ってからのことである。
宋代には書蹟の蒐集・鑑定、そして研究も盛行した。対象には金石文も含まれたため、碑や磨崖を研究する金石学が急速に台頭した。
拓本の採取も盛んとなり、大量に碑帖が制作された。紙の書蹟においても法帖制作が集帖『淳化閣帖』の編纂により盛んになったのと時期を同じくした。現存の唐代以前の拓本・碑帖のほとんどはこの時代に一度は拓本を採られている。
続く南宋代や明代においても碑帖制作は続き、この時代の碑帖を「宋拓」「明拓」と称する。
こうして碑帖による碑版書蹟の伝承が定着した。

### 清代以降
清代に入ると、考証学によって法帖に代わる書蹟として碑が注目され、碑帖はさらに盛んになった。
考証学の立場からは、模刻という誤りを生みやすい手段を乱発して書蹟を伝えていた法帖は信用ならず、碑の方が刻まれた当時の姿を留めており信頼性が高いとされた。
阮元は、北朝の北碑と南朝の南帖を比較して「北碑南帖論」を著し、先述の論理から北碑を南帖よりも優れたもの断じて学界の主流を碑優先の方向へ導いた。
当時見つかった碑は全て拓本が採られ、多くの碑帖が研究用に制作された。また過去の碑帖も書蹟として研究され、原石や拓本の真贋、採拓年代の判定、原碑の変遷などが広く論じられた。
しかし後には写真や印刷の発展に押されて次第に下火となり、現在ではごく稀に作られる程度となっている。

## 法帖との関係
本来「碑帖」は「法帖」と別物であるが、元の書蹟が碑であるだけで法帖仕立ての書蹟であることから、現在では「法帖」と同列視されたり、両者を並列して「碑版法帖」と呼ぶことがある。